# Shoah (documental)
Shoah (l'hebreu שואה, "catàstrofe") és un documental francès del realitzador francès Claude Lanzmann, estrenat el 1985, i amb una durada aproximada de deu hores. Els subtítols i testimonis filmats es van publicar en un llibre homònim, traduït al català el 2022.
El film de Claude Lanzmann és un documental d'història oral, filmat al llarg d'onze anys en diferents continents. Reuneix testimonis, en primera persona, de víctimes, testimonis i botxins de l'extermini de les comunitats jueves durant la Segona Guerra Mundial. Cadascun dels convidats a participar en el documental narra la seva vivència personal dels successos relacionats amb l'Holocaust.
El format de les intervencions va ser concebut per Lanzmann com una entrevista. El director intervé per evocar els records de cada convidat, a vegades preguntant per detalls tècnics (per exemple, sobre el nombre de vagons de cert tren, o la capacitat de cert forn crematori), o per emocions i sentiments, i fins i tot sobre detalls relativament anodins, semblant tenir el seu paper una simple funció fàtica (com, per exemple, quan pregunta si hi havia arbres al gueto de Varsòvia). No obstant això, no és difícil interpretar-ho com una falsa entrevista, en la qual el director només pregunta o observa quan l'entrevistat no pot, o no vol, seguir parlant. És freqüent que els testimonis s'aturin a causa d'un enfonsament psicològic. En aquestes ocasions, Lanzmann insisteix en el deure del convidat de continuar parlant.
La pel·lícula no conté imatges de fitxers o banda musical. Tota l'obra s'estructura en entrevistes individuals o col·lectives, en temps present i en els més variats escenaris, o en visites als llocs on van ocórrer els fets tal com es conserven en el moment de la gravació, estant presents o no els testimonis. El fet que no hi hagi veu en off, excepte brevíssimes intervencions per aclarir llocs o fets òbviament desconeguts per a l'espectador, recalca, d'altra banda, que el film es va concebre sota els plantejaments de la història oral.
Els testimonis es van recollir en els següents idiomes: anglès, francès, alemany, italià (empleats tots ells directament per Claude Lanzmann), yiddish, hebreu i polonès. La versió espanyola no es va editar doblada, sinó subtitulada